# Шарыкин, Юрий Алексеевич
Юрий Алексеевич Шарыкин (род. 2000 год) — российский спортсмен-подводник.

## Карьера
Представляет Пермский край. Тренируется в СШП «БМ» у Главатских Андрея Леонидовича. Специализируется на классических ластах. Приказом министра спорта № 119 нг от 29 августа 2017 г. получил спортивное звание «Мастер спорта международного класса России».
С чемпионата мира 2021 года привёз два серебра, завоёванных на дистанциях 100 и 200 метров.